# حیدرزاده
منظور از حیدرزاده می‌تواند یکی از این موارد باشد:
- باغ حیدرزاده متعلق به محمدعلی حیدرزاده از مشروطه‌خواهان تبریز
- خانه حیدرزاده
- مریم حیدرزاده